# Zhao Nannan
Zhao Nannan (* 18. März 1990) ist eine chinesische Shorttrackerin.
Das erste internationale Großereignis für Zhao fand im Januar 2007 bei der Junioren-Weltmeisterschaft in Mladá Boleslav statt. Hier gelangen ihr auf Anhieb mehrere sehr gute Platzierungen, unter anderem wurde sie Zweite auf der 500-Meter-Strecke und Dritte über 1000 Meter. Insgesamt erreichte sie den vierten Rang im Allround-Wettbewerb, mit der Staffel gewann sie sogar die Silbermedaille. Schließlich startete sie bereits im Alter von 17 Jahren erstmals im Shorttrack-Weltcup, wo ihr auf Anhieb etliche Top-5-Platzierungen gelangen. Zum Saisonende hatte sie vier Einzel-Podiumsplatzierungen auf der 500-Meter-Distanz, darunter zwei zweite Ränge, zu Buche stehen. Insgesamt errang sie im Disziplinenweltcup auf dieser Strecke den dritten Platz hinter ihren Landsfrauen Wang Meng und Fu Tianyu. Außerdem siegte Zhao mit der chinesischen Staffel bei fünf von sechs Weltcuprennen. Bei Großereignissen ging sie in der Saison 2007/08 nicht an den Start.
Auch den Shorttrack-Weltcup 2008/09 begann Zhao gut mit einem weiteren dritten Rang auf der Sprintdistanz 500 Meter. Dazu kamen vier Staffel-Weltcupsiege.
Bei den Teamweltmeisterschaften 2008 wurde sie in Harbin mit dem chinesischen Team Weltmeisterin. Bei den Olympischen Winterspielen in Vancouver stürzte sie in der Mitte des letzten Vorlaufes über 500 m und beendete das Rennen mit mehr als 15 Sekunden Rückstand. Dagegen legte das chinesische Team zunächst Protest ein. Die Schiedsrichter entschieden jedoch, dass keine Behinderung vorgelegen habe, Zhao also ohne Fremdeinwirkung gestürzt sei.